# Siegel Alabamas
Das Große Siegel Alabamas ist das Staatssiegel des US-Bundesstaates Alabama.

## Beschreibung
Das Siegel zeigt eine Karte Alabamas innerhalb seiner Grenzen. Wegen ihrer großen wirtschaftlichen Bedeutung sind die Flüsse besonders hervorgehoben und benannt.

## Geschichte
Das Siegel wurde 1817 von William Wyatt Bibb entworfen, dem damaligen Gouverneur des „Alabama Territory“ und späteren ersten Gouverneur des US-Bundesstaates Alabama. Als dieser 1819 als 22. Bundesstaat den Vereinigten Staaten von Amerika beitrat, übernahm das Parlament den Entwurf als offizielles Staatssiegel.
Bibbs Entwurf diente bis 1868 als offizielles Siegel, als es von einem neueren abgelöst wurde. Es zeigte einen Adler, stehend auf einem US-Wappen, der ein Banner mit den Worten „Here We Rest“ im Schnabel trug.
Aufgrund sehr kontroverser Ansichten bezüglich der Gestaltung führte das Parlament unter Gouverneur Frank M. Dixon 1939 schließlich wieder das alte Siegel ein.